# Naturpark Soonwald-Nahe

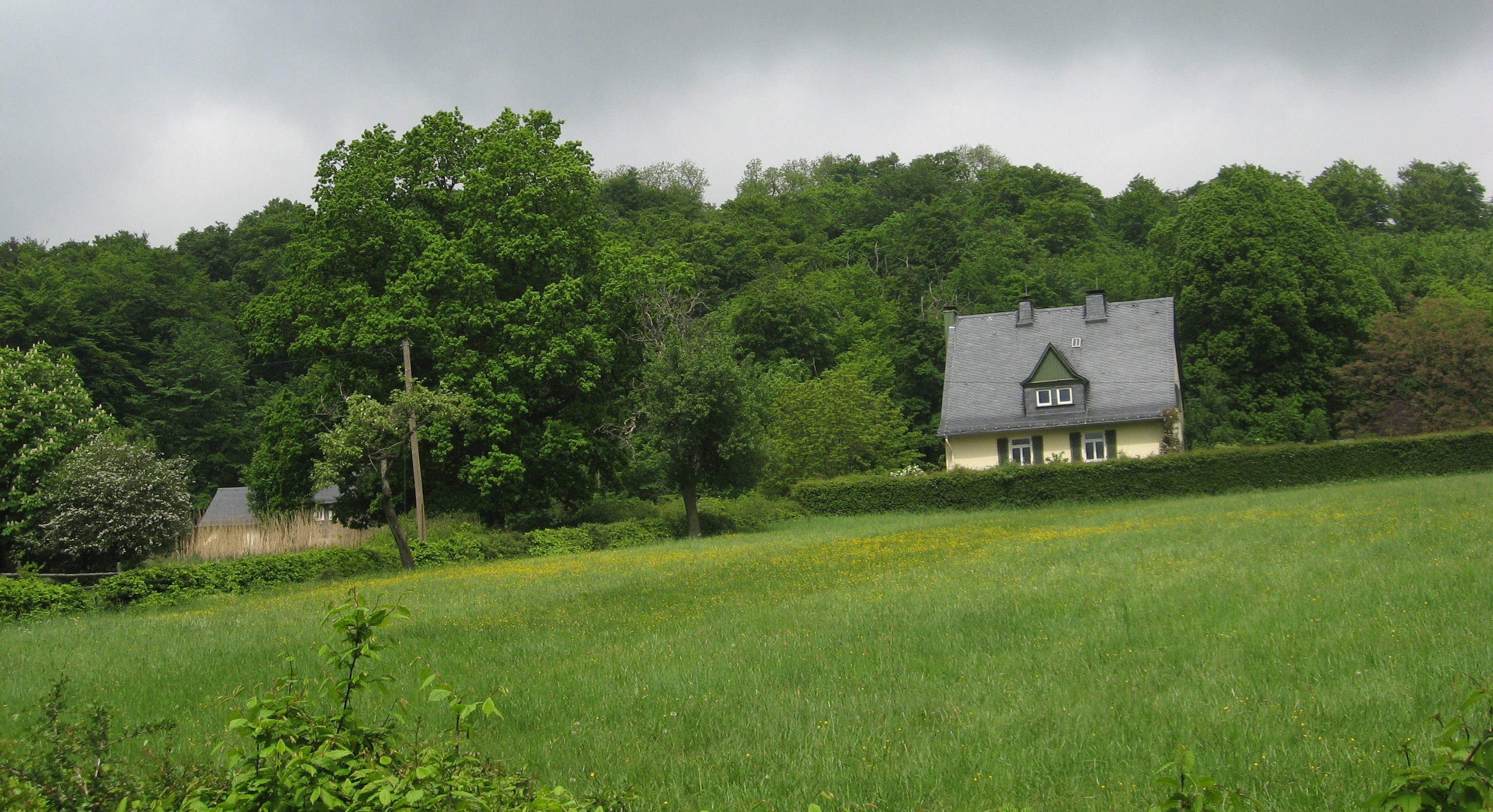
Impressionen aus dem Soonwald, Forsthaus Wildburg bei Mengerschied

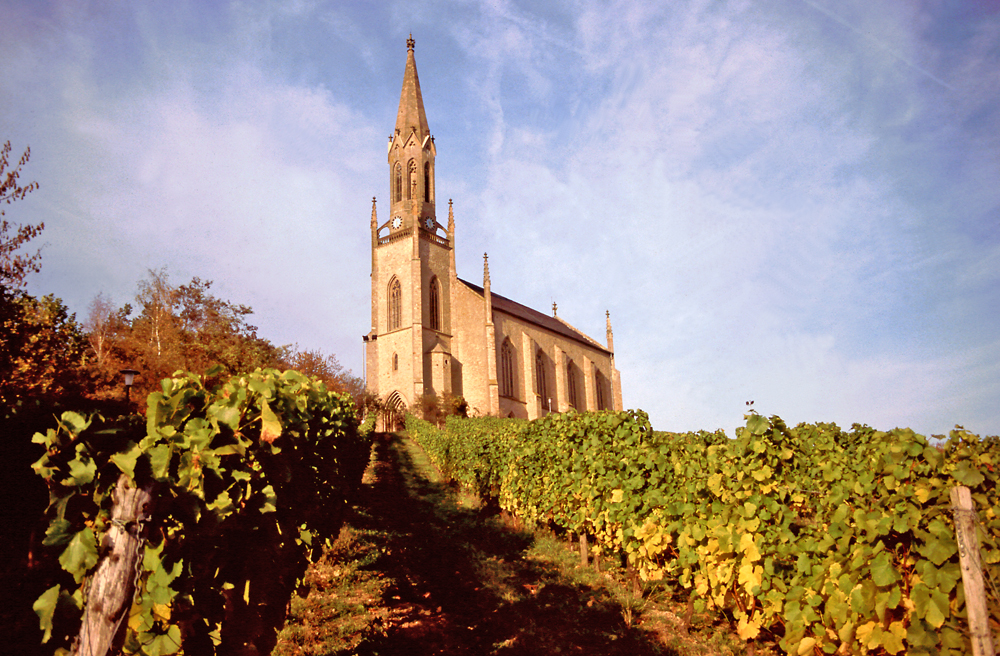
Impressionen an der Nahe, Kirche Waldböckelheim

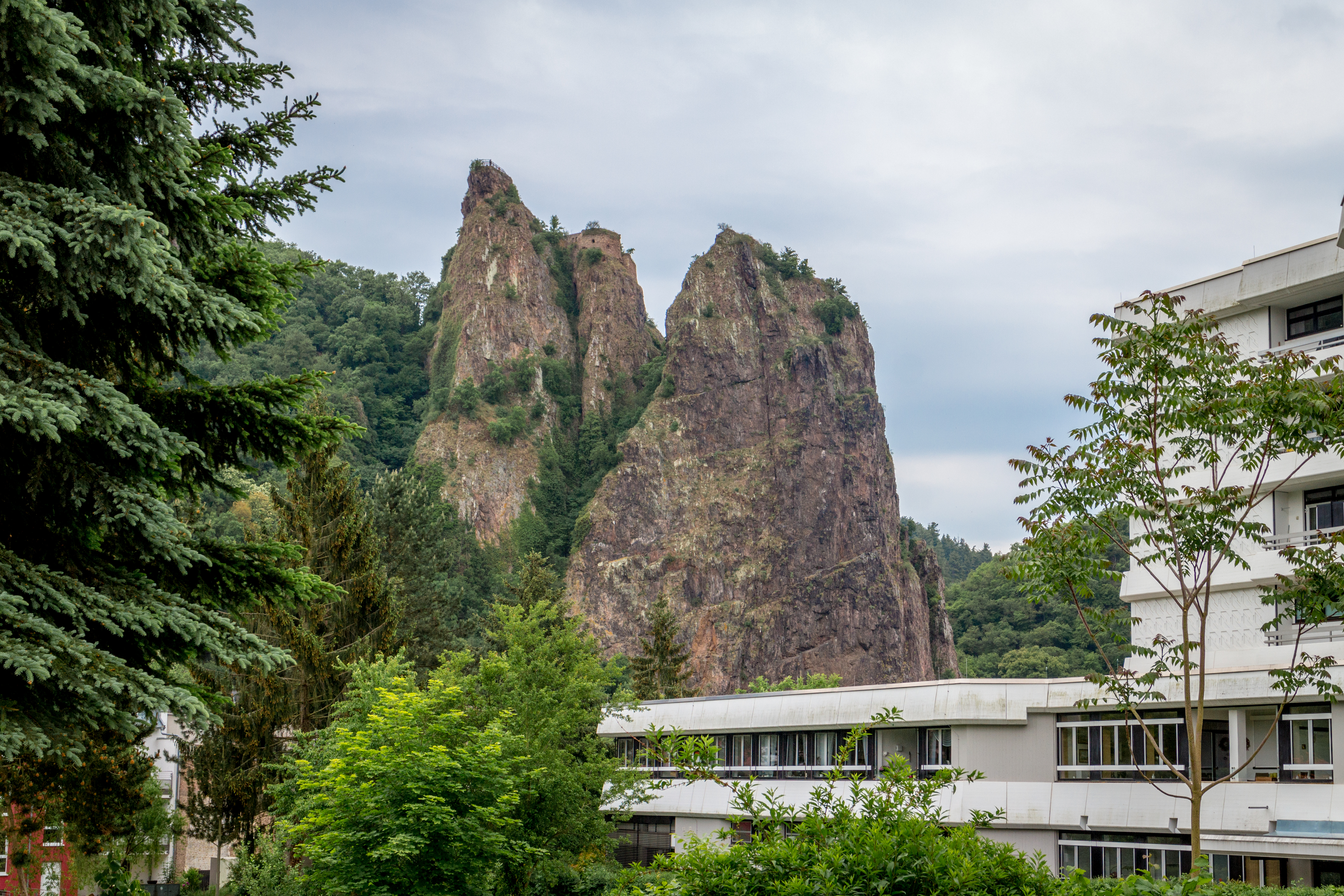
Rheingrafenstein mit Burgruine am Nahe-Ufer in Bad Münster

Der Naturpark Soonwald-Nahe ist ein Naturpark im südöstlichen Hunsrück und im Mittelteil des Nahelandes. Er umfasst im Wesentlichen die großen Waldgebiete des Soonwaldes und des Lützelsoons sowie das nördliche Naheufer zwischen Kirn und Bad Kreuznach. Die größte Erhebung bildet die Ellerspring mit 657 m über NN.
Der Park wurde im Jahr 2005 gegründet und umfasst eine Fläche von 736 km².

## Tourismus
Im Naturpark besitzt eine gut ausgebaute touristische Infrastruktur. Der nördlich gelegene Soonwald bietet zahlreiche Wandermöglichkeiten, der 84 km lange Soonwaldsteig, ein Fernwanderweg zwischen Kirn an der Nahe und Bingen am Rhein, wurde am 9. Mai 2009 eröffnet.

## Windenergie
Auf den östlichen Soonwaldhöhen wurden Windenergieanlagen für den Windpark Ellern errichtet. Daraufhin entstanden mehrere Bürgerinitiativen gegen die Einrichtung von Windparks im Naturpark. Im Naturpark wurden zwei Kernzonen ausgewiesen, die von Windkraftanlagen freigehalten werden sollten. Seit 2022 sind die Naturpark-Kernzonen in Rheinland-Pfalz jedoch nicht mehr als verbindliche Ausschlussgebiete für Windkraft festgelegt.